# Колмирано (Белуно)
Колмирано (итал. Colmirano) је насеље у Италији у округу Белуно, региону Венето.
Према процени из 2011. у насељу је живело 894 становника. Насеље се налази на надморској висини од 187 м.